# اريكا هس
اريكا هس (بالإنجليزية: Erika Hess)‏ (و. 1962  م) هي متزحلقة، من سويسرا، شاركت في الألعاب الأولمبية الشتوية 1980، والألعاب الأولمبية الشتوية 1984، والتزلج على المنحدرات الثلجية في الألعاب الأولمبية الشتوية 1980 – سيدات متعرج ‏.

## جوائز
حصلت على جوائز منها:
- جائزة المتزلج الذهبي  [لغات أخرى]‏ (1982)
- الشخصية الرياضية السويسرية للسنة [الإنجليزية]‏.

## روابط خارجية
- اريكا هس على موقع الاتحاد الدولي للتزلج (التزلج على المنحدرات الثلجية) (الإنجليزية)
- اريكا هس على موقع اللجنة الأولمبية الدولية (الإنجليزية)
- اريكا هس على موقع أوليمبيديا (الإنجليزية)